# Saccocirrus sonomacus
Saccocirrus sonomacus är en ringmaskart som beskrevs av Martin 1977. Saccocirrus sonomacus ingår i släktet Saccocirrus och familjen Saccocirridae. Inga underarter finns listade i Catalogue of Life.